# Becken (Geomorphologie)
Ein Becken im Sinn der Geomorphologie ist eine über oder unter dem Meeresspiegel liegende, in sich geschlossene und oft abflusslose Einmuldung der Erdkruste; sie liegt also entweder auf der Erdoberfläche (Landfläche) oder am Meeresboden.
Das Flächenausmaß der Absenkung kann sehr unterschiedlich sein. Die großen Ozeanbecken messen 2000 bis 4000 Kilometer im Durchmesser (6 davon im Pazifik), während die 20 größten kontinentalen Becken bei 300 bis 1000 km Durchmesser liegen. An Fläche werden sie zwar von mehreren ebenen Kontinent-Schilden übertroffen, die aber keine Muldenform haben. Bei kleineren, streng geschlossenen Geländeformen spricht man von Senken, ‚Becken‘ nennt man auch Talkessel, also abgeschlossene Talungen, die aber einen Abfluss haben. Viele Großlandschaften werden als „Becken“ bezeichnet, obwohl es sich nicht unbedingt um eigentliche Absenkungen oder Schwächezonen der Kontinentalkruste handelt, in diesem Fall handelt es sich entweder um großräumige abflusslose Gebiete oder um durch Gebirgssäume abgetrennte Räume, die zu großflächig sind, um sie als Talkessel zu bezeichnen.

## Sedimentation
In fast allen Beckenlagen findet Sedimentation statt, die durch Wasser (Gewässer, Meeresströmungen), durch Wind, Eis, Rutschungen oder chemische Vorgänge erfolgen kann. Die Ablagerungen am Land sind vor allem Sand, Schotter, Ton und Löss, im Meer und in Seen auch Schlamm, organische Stoffe und Kalk.
Landschaften mit sehr starken Ablagerungen nennt man Sedimentbecken: Sie haben zwar meist einen Abfluss, doch werden Sedimente über lange Zeit an derselben Stelle abgelagert. Dadurch verdichten sich die untersten Schichten zu Gestein, während die Oberfläche langsam zu einer Ebene wird (z. B. Pannonische Tiefebene oder Rheingraben). Viele dieser Becken sind Schwächezonen der Erdkruste, wo geologische Störungslinien oder großräumige Tektonik zu andauernder Senkung führt.
In der geologischen Vergangenheit war die Sedimentation in Meeresbecken – siehe Geosynklinale – die Vorstufe zahlreicher Gebirgsbildungen.

## Becken an Land

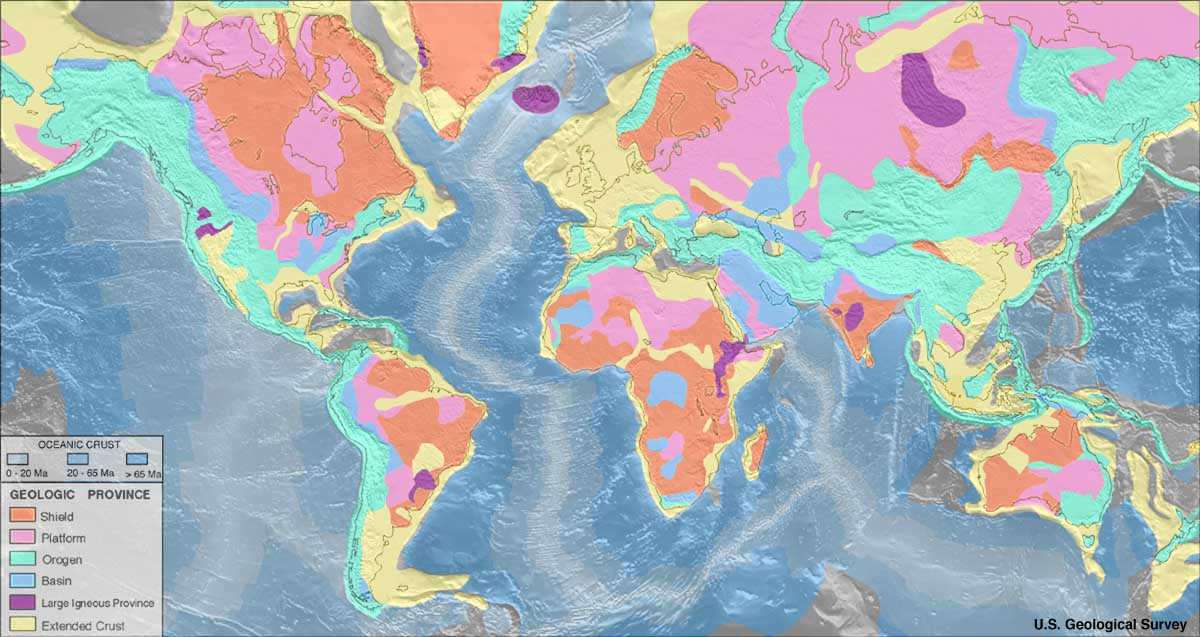
Großlandschaften der Erde: Becken an Land: hellblau. Becken im Meer: nicht hervorgehoben – man beachte, dass die hier als „Basin“ (=Becken) hervorgehobenen Gebiete sich z. T. nicht mit den Beispielen decken, die für Becken im Text gegeben werden. Dies liegt daran, dass sich die Abbildung speziell auf die Krustenstruktur der Erde bezieht. So erscheinen weite Küstengebiete des Schwarzen Meeres als Senken, während die im Text genannten Gebiete des Aralsees und der Pannonischen Tiefebene nicht als Senken ausgewiesen sind

Geomorphologische Becken an Land unterscheiden sich von sogenannten Niederungen dadurch, dass sie oberirdisch abflusslose Einsenkungen sind. Ein Abfluss kann jedoch sekundär (ggf. wiederholt) entstanden sein. Dies kann die Abgrenzung von Beckenlandschaften und Niederungen im Sprachgebrauch manchmal schwierig machen. Die Höhenlage eines Beckens kann von etwa 100 m (Meeresspiegel) in Strom- oder Küstennähe bis zu ausgesprochener Hochlage im Kontinentinneren reichen. Einzelne schüsselartige Gebiete liegen sogar unterhalb des Meeresspiegels und werden Depression genannt. Die tiefste Stelle solcher Senken ohne Abfluss wird oft von einem Salzsee eingenommen.
In kontinentalen Trockengebieten stellen die Becken meist Wüsten dar, und abflusslose Wannenlandschaften können zu ausgedehnten Salzpfannen werden. Grundsätzlich ist die Entstehung von Salzpfannen und (Rest)Seen gegenüber der Entstehung von Abflüssen (z. B. durch die Herausbildung eines Durchbruchstals am Rande des Beckens) abhängig vom Verhältnis von Wasserabgang (durch Verdunstung und Versickerung) zu Wasserzugang. Flüsse können in Becken enden oder sie durchfließen, umgebende Berge können Niederschlagsmengen örtlich erhöhen oder aber auch (häufig) das Becken von Niederschlag abschirmen. Sedimentation im Becken kann die Herausbildung eines Binnendeltas oder von Sumpflandschaften mit anastomisierenden Flussläufen begünstigen. Die gemäßigte Zone weist zahlreiche Lössbecken auf, in denen die Winde der Eiszeit feinen Tonstaub abgelagert haben. Beispiele sind das Pariser Becken, die ungarische Puszta, die Ukraine und weite Gebiete in Nordost-China.
Manche länglich geformte Becken verlaufen entlang großer Gebirgsketten, während sich im Inneren oft kleinere Becken finden, auch in Form breiter Talböden oder Hochmoore. Am Rand von Gebirgen haben eiszeitliche Gletscher oft große Zungenbecken ausgeschürft, aus denen sich beispielsweise die See-Landschaften in Bayern oder im Salzkammergut gebildet haben.
Beckenlagen können die Bildung von Inversionswetterlagen begünstigen.
Beispiele für Becken an Land:
- Aralsee – Asien; Usbekistan, Kasachstan
- Großes Becken (Great Basin; eigentlich rund hundert kleine Becken in einem Bruchschollengebirge) – Nordamerika; USA
- Okawangobecken – Afrika; Botswana
- Tarimbecken mit dem Becken des Lop Nor – Asien; China

## Becken im Meer

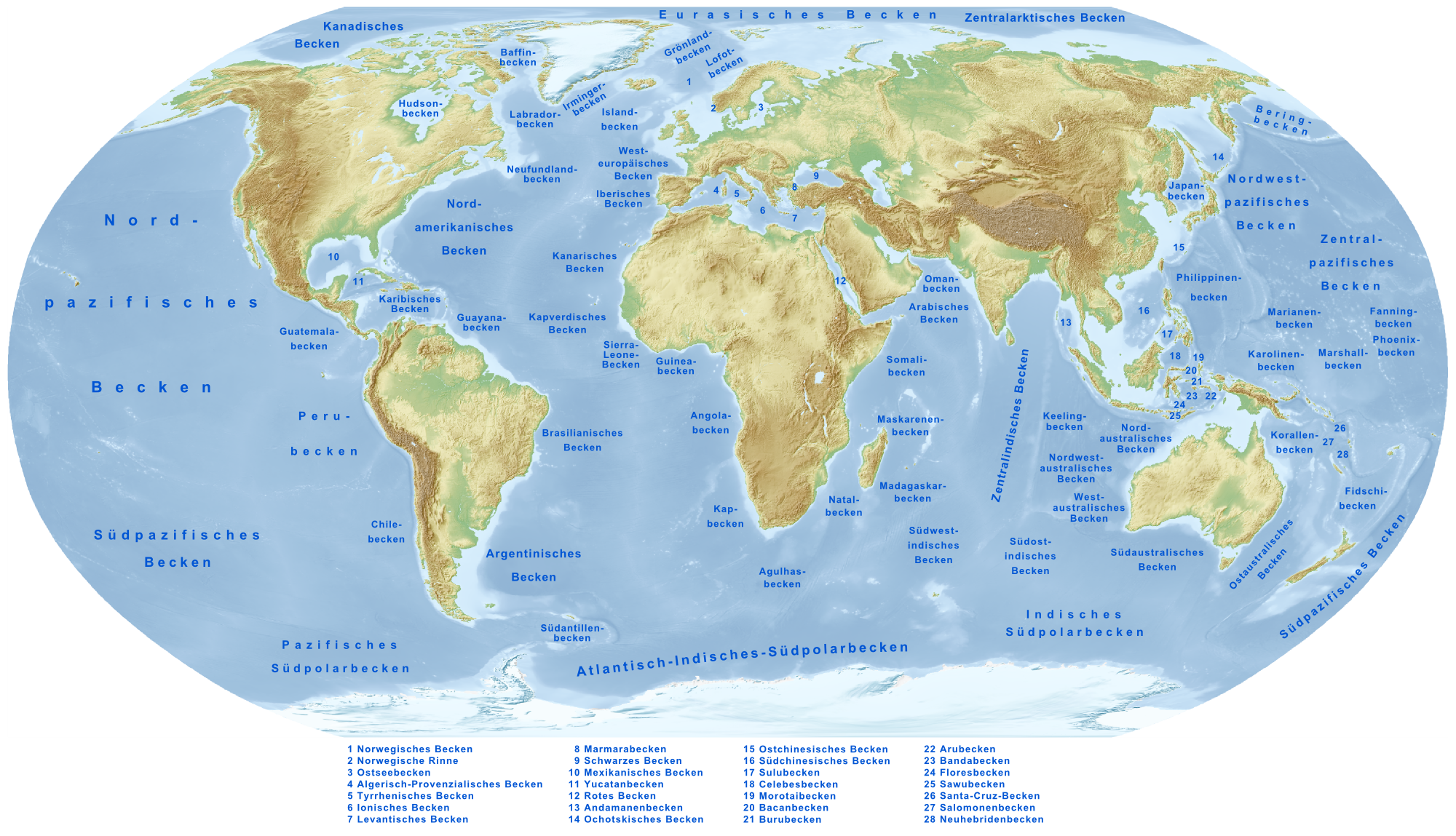
Karte der weltweiten Seebecken

Unterhalb der Meeresoberfläche liegende Becken bezeichnet man als Seebecken bzw. bei durchschnittlichen Tiefen von 4000 m und mehr als Tiefseebecken.
Die Sedimentation spielt im Meer eine sehr unterschiedliche Rolle. Im Durchschnitt ist der Meeresboden mit 1500 m bis 2000 m mächtigen Sedimenten bedeckt, die allerdings stark verfestigt sind. Darüber lagert eine wechselnd starke, durchschnittlich 300 m mächtige Schlammschicht. Den geologischen Untergrund bildet die ozeanische Erdkruste, die etwa 5000 m stark ist.

An den Kontinentalrändern (siehe Schelf) ist die Sedimentation stark unterschiedlich und der Feingehalt hängt von den vorherrschenden Gesteinen im Einzugsgebiet der großen Flüsse ab. An den Hängen der mittelozeanische Schwellen kommen zu den sonst vorherrschenden Absatzgesteinen (Sand, Ton, Kalk) auch Vulkanische und basaltische Sedimente hinzu.
Beispiele für Becken im Meer:
Die einzelnen Ozeane besitzen sehr viele kleine und zahlreiche große solcher Becken; eine Auflistung befindet sich im Artikel Seebecken.